# Cheumatopsyche lucida
Cheumatopsyche lucida är en nattsländeart som först beskrevs av Georg Ulmer 1907.  Cheumatopsyche lucida ingår i släktet Cheumatopsyche och familjen ryssjenattsländor. Inga underarter finns listade i Catalogue of Life.